# Cry (musikgrupp)
Cry var en svensk garagerockgrupp baserad i Göteborg och verksam mellan 1989 och 1997. Medlemmar var bland andra L-P Anderson (sång), Daniel Engström (gitarr), Olle Grahn (gitarr), Tord Komsell (gitarr), Patrik Caganis (gitarr), Petter Sollerman (gitarr), Birger Signal (trummor) och Robert Holmqvist (bas).
Gruppens första skivor gavs ut av amerikanska skivetiketterna Sympathy for the Record Industry och Dionysus Records. Till en början var bandet starkt influerat av amerikansk hardcorepunk. Senare presenterades en ljudbild liknande den från grupper som MC5, Stooges och Radio Birdman. Bland skivproduktionen märks albumen Jackpot (Velodrome Records Sverige, 1994 och Zuma Records Tyskland, 1995), Kamikaze R&R (Velodrome Records/Virgin Sverige och Zuma Tyskland, 1996) samt minialbumet Queen of the Underground (Velodrome/Virgin, 1997). 
L-P Anderson, Tord Komsell och Olle Grahn fortsatte spela musik under namnet The Royal Beat Conspiracy.